# Le Tigre
Le Tigre er et amerikansk electroclash og punk band dannet af Kathleen Hanna (tidligere Bikini Kill) og Johanna Fateman i 1998. Sadie Benning var medlem af bandet fra 1998 til 2001. Fra 2001 har JD Samson været medlem. Bandet meddelte, at de efter at have afsluttet en Europaturne i 2005 ville holde pause. Le Tigre turnerede ikke igen og gik officielt i opløsning i 2011.
Le Tigre er kendt for deres tilhørsforhold til den feministiske Riot Grrrl-bevægelse som Kathleen Hanna er en af hovedkræfterne bag. Sangenes tekster kredser om emner som politik, feminisme og homoseksualitet.

## Historie
Bandet blev oprindeligt dannet med henblik på at være back up band for Kathleen Hannas soloprojekt Julie Ruin.
Dokumentarfilmen The Punk Singer (2013) instrueret af Sini Anderson handler om Kathleen Hannas rolle i Riot grrrl-bevægelsen og den musikscene, der udsprang af bevægelsen.

## Medlemmer
Nuværende medlemmer
- Kathleen Hanna (1998–2007, 2010, 2016, 2022)
- Johanna Fateman (1998–2007, 2010, 2016, 2022)
- JD Samson (2000–2007, 2010, 2016, 2022)

Tidligeremedlemmer
- Sadie Benning (1998–2000)

## Sange
"Deceptacon" indgår i en festscene i Joachim Triers film Reprise (2006)

## Diskografi
- Le Tigre (1999)
- Feminist Sweepstakes (2001)
- This Island (2004)